# Brewster SB2A Buccaneer
El Brewster SB2A Buccaneer (SB por Scout Bomber, 2 para designarlo como el segundo aparato de la firma, A por la designación del constructor Brewster) fue un monoplano biplaza de exploración y bombardeo terrestre o embarcado. Fue construido durante la Segunda Guerra Mundial por el fabricante estadounidense Brewster Aeronautical Corporation. Su designación fue Bermuda Mk.I en la Royal Air Force y A-34 en el Cuerpo Aéreo del Ejército de los Estados Unidos (USAAC).
Originalmente fue concebido como un avión embarcado (que despega desde un portaaviones), pero los británicos lo hacían despegar desde bases terrestres. Durante las primeras etapas de su diseño, el Buccaneer fue un avión prometedor, pero quedó relegado a un segundo plano de la historia de la aviación militar debido a que el retraso en su producción le impidió participar en misiones de combate.

## Diseño y desarrollo

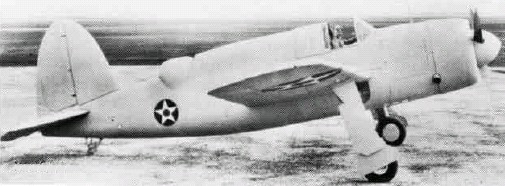
Prototipo del XSB2A-1 en 1941.

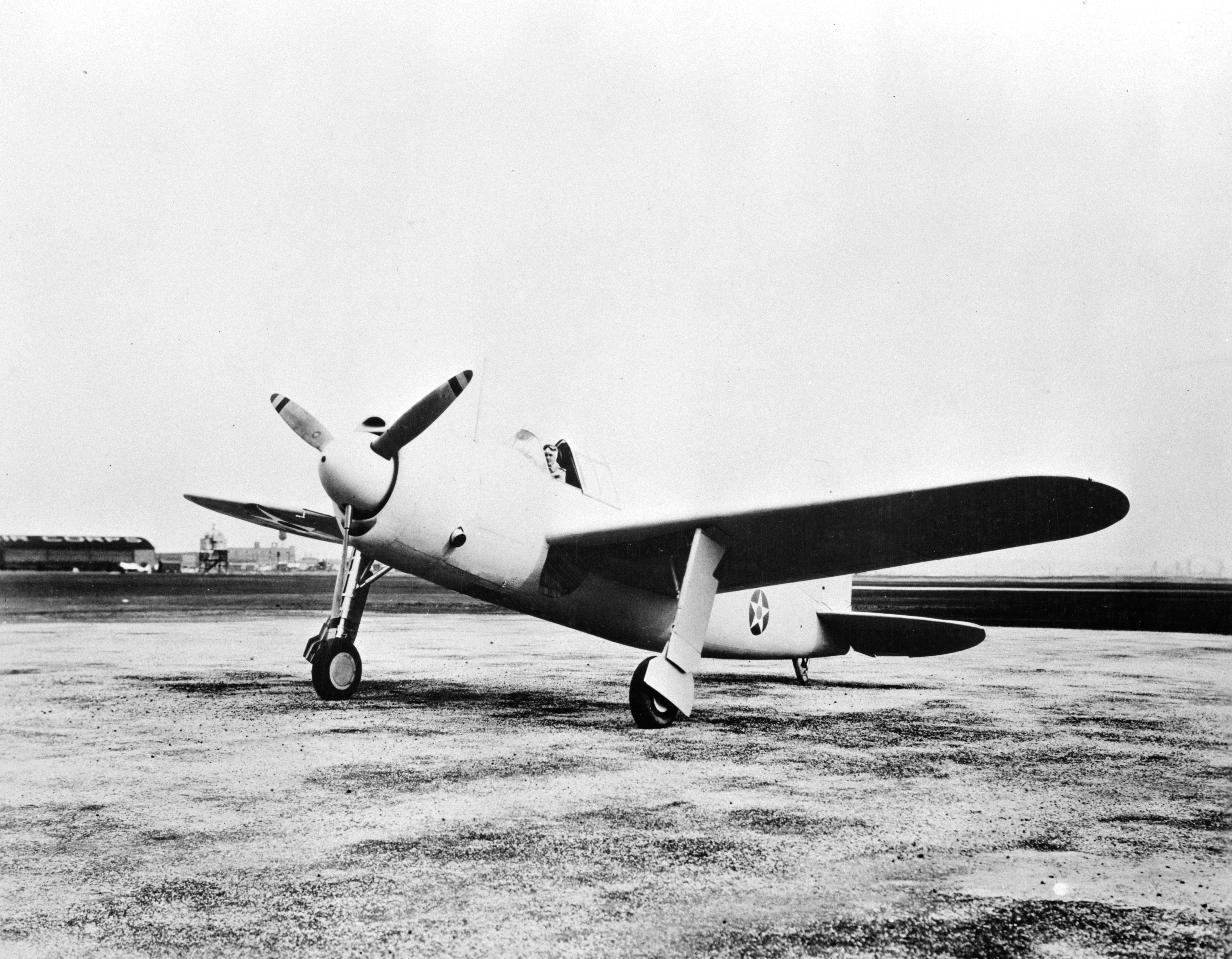
SB2A-1 de la Armada estadounidense.

Si bien la Armada de los Estados Unidos ya tenía tres tipos de bombardero en picado en producción, en 1938 lanzó una propuesta para la fabricación de uno que pudiera ser utilizado por la flota aeronaval y así reemplazar a los Dauntless. Dos empresas se mostraron interesadas en el proyecto, la Curtiss Aeroplane and Motor Company con su modelo SB2C Helldiver y la Brewster Aeronautical Corporation, que propuso al SB2A Buccaneer. El SB2A (Model 340) estaba basado en otro prototipo de Brewster, el bombardero en picado Brewster SBA, concebido en 1937, del que heredó una versión más potente de su motor Wright y su hélice tripala. 
Los dos modelos en competición tenían características similares y contaban con la tecnología puntera de la época: bodega interna para bombas, velocidad y radio de acción mejorados, motor refrigerado por aire para una mayor potencia y fiabilidad, tren de aterrizaje retráctil, sistema anticongelante, blindaje y torreta trasera. Sin embargo, ambas empresas tuvieron dificultades y demoras en la producción de los prototipos y en entrar en servicio activo.
En enero de 1939 ambas compañías recibieron la autorización para proceder al desarrollo de sus prototipos XSB2A-1 y XSBC2-1 y los contratos finales fueron firmados en mayo de ese mismo año.
Durante los años 1939 y 1940, la sociedad Brewster conoció un período de fuerte expansión gracias al patrocinio de la Armada de los Estados Unidos para la producción en masa de su modelo. En julio de 1940, el Gobierno británico solicitó a la empresa 750 unidades del Model 340 bajo la designación de Bermuda Mk.I y el Gobierno neerlandés encargó 162 ejemplares destinados a sus colonias en las Indias Orientales Neerlandesas (Model 340D). Todos estos encargos le permitieron pensar a Brewster en una próxima era dorada. La producción comenzó en su nueva fábrica en Johnsville (Pensilvania).
El primer prototipo, el XSB2A-1 hizo su primer vuelo el 17 de junio de 1941 con una torreta trasera sin finalizar. Las nuevas exigencias de combate aéreo y los resultados de las pruebas efectuadas provocaron varios cambios en el modelo: se alargó el fuselaje en 1 pie y dos pulgadas (35,36 cm), se reemplazó la torreta trasera por una ametralladora móvil, se aumentó la superficie de los alerones y se instaló blindaje suplementario. Todas estas modificaciones aumentaron considerablemente el peso del avión en 3000 libras (1360 kg), lo que disminuyó su rendimiento en términos de velocidad, radio de acción y carga útil.
La designación A-34 fue atribuida por las USAAF para los Brewster SB2A-2 destinados al Reino Unido en el marco del programa de Préstamo y Arriendo. El SB2A-2 y el Model B-340E fueron modificados para una utilización terrestre y la mayor parte de los equipos navales (alas plegables, el gancho de parada y el de la catapulta) fueron retirados. La torreta trasera en su versión "naval" fue reemplazada por una ametralladora móvil manipulada por un artillero.
Los Brewster SB2A encargados por la Armada Real de las Indias Neerlandesas o KNIL (por sus iniciales en holandés) nunca pudieron ser entregados debido a la ocupación japonesa de las mismas, siendo transferidos al Cuerpo de Marines de los Estados Unidos (USMC) que los utilizó en misiones de entrenamiento bajo la designación SB2A-4, si bien todas las inscripciones en el fuselaje seguían escritas en holandés. Sirvieron para el establecimiento del primer escuadrón de caza nocturna con que llegó a contar el Cuerpo de Marines de Estados Unidos, el VFM(N)-531.
Durante los años 1941 y 1942 la producción del Buccaneer sufrió grandes retrasos. En abril de 1942, la mala gestión de Brewster motivó a la Armada de los Estados Unidos (bajo orden presidencial) a tomar la dirección de todas las empresas de la compañía. El 18 de abril de ese año, el capitán G.C. Westervelt del Navy Construction Corps asegura la dirección de Brewster y el mes siguiente un nuevo consejo de administración, con Charles Van Dunsen a la cabeza, es nombrado por la Armada estadounidense. El proyecto de bombardero en picado se abandonó finalmente justo cuando el SB2A se volvió operacional. El Curtiss Helldiver cumplía perfectamente con su papel, por lo que los envíos a las fuerzas estadounidenses se interrumpieron después de solo dos SB2A-1. Aunque se enviaron 80 SB2A-2, 60 SB2A-3 y 162 SB2A-4, entre 1943 y 1944, a la RAF, ninguno se utilizó en combate.

## Variantes

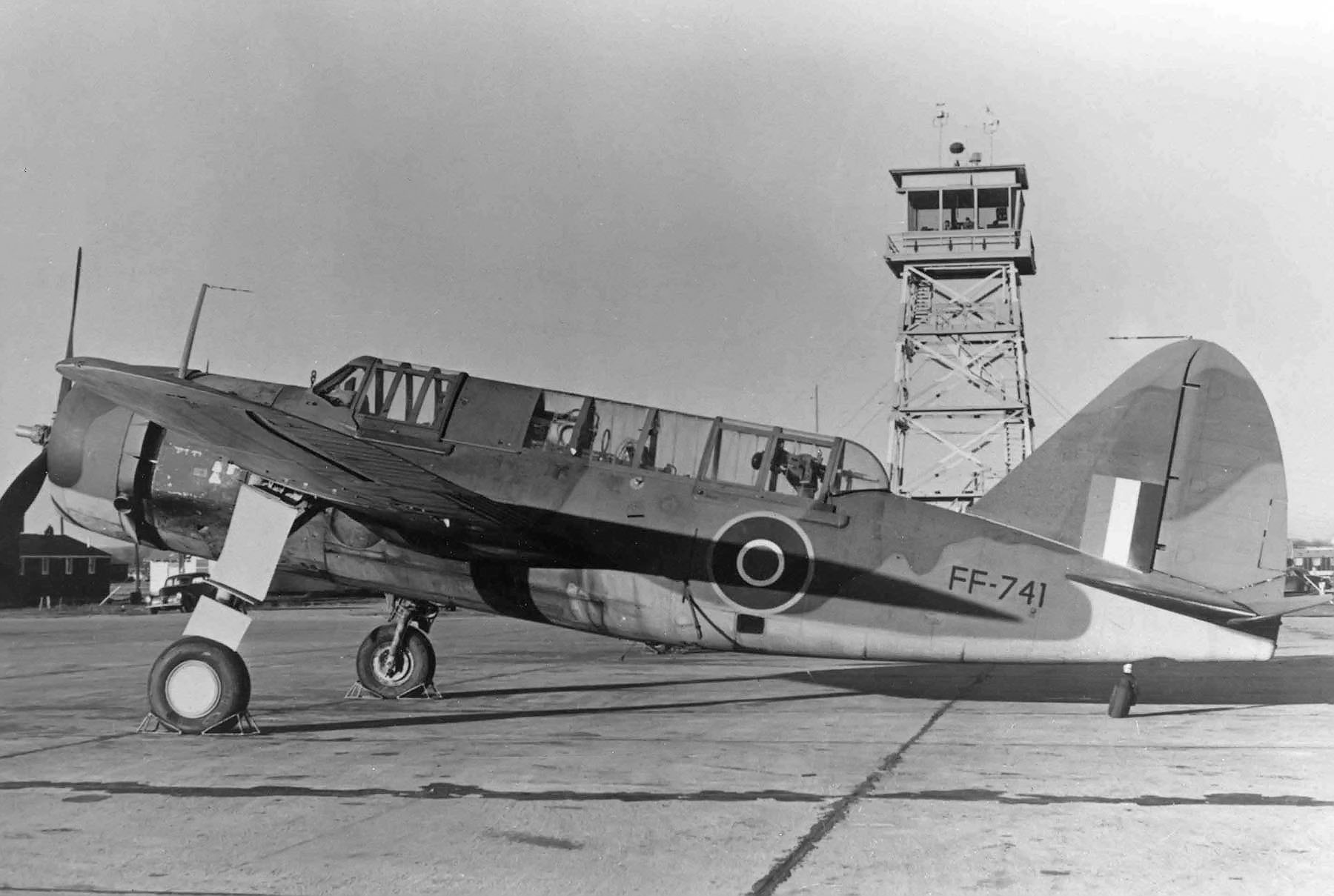
Bermuda I de la RAF.

XSB2A-1 Buccaneer (Model 340-7)
Prototipo, uno construido (Bu1632, 01005).
SB2A-2 (Model 340-20)
Versión inicial de producción con armamento revisado y alas no plegables. 80 ejemplares construidos (Bu00803/00882).
SB2A-3 (Model 340-26)
Versión naval equipada con alas plegables y gancho de apontaje. 60 ejemplares construidos (Bu00883/00942).
SB2A-4 (Model 340-17)
Versión de exportación destinado a los Países Bajos. 162 ejemplares construidos (Bu29214/29375).
A-34 Bermuda
Versión del SB2A-3 producido para el Reino Unido en el marco del programa Préstamo-Arriendo.
Bermuda Mk.I (Model 340-14)
Versión de exportación destinada al Reino Unido. La torreta es reemplazada por una ametralladora móvil. 750 ejemplares ordenados, 468 producidos.
R-340
Designación de las USAAF del A-34 Bermuda no entregado al Reino Unido. Destinado únicamente a ejercicios y al mantenimiento en tierra.

## Operadores
Canadá

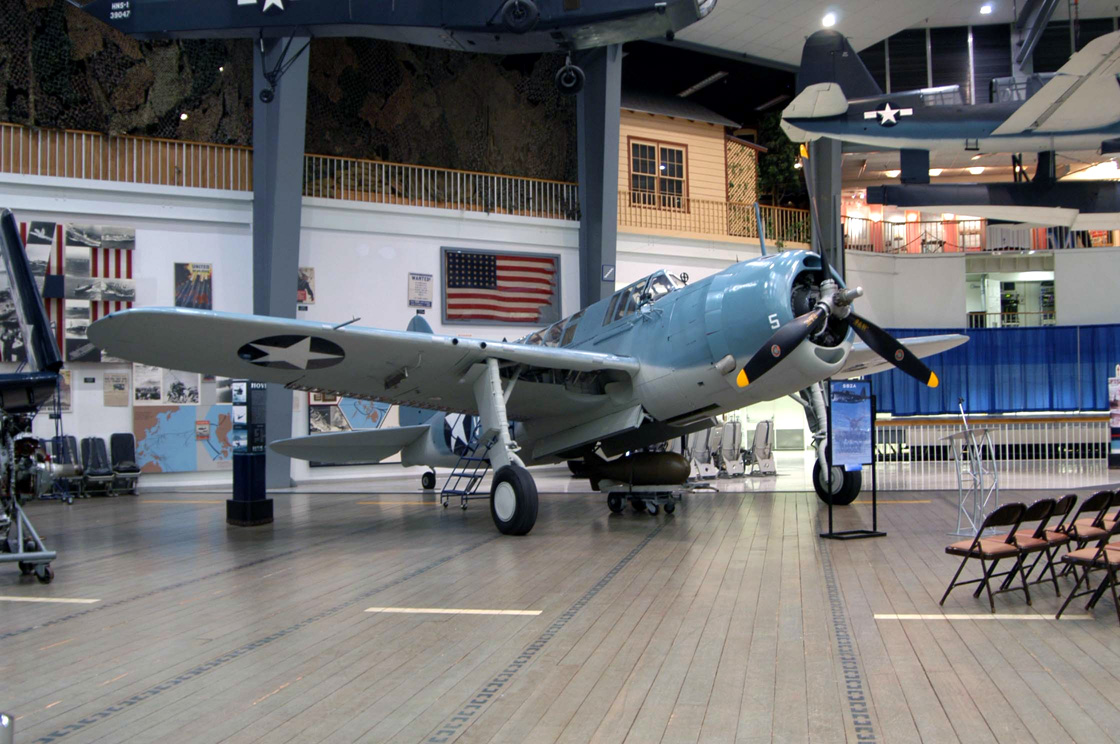
El SB2A del National Museum of Naval Aviation.

- Real Fuerza Aérea Canadiense: 3 Bermuda I (N° serie FF568, FF718 y FF732) utilizados para pruebas e instrucción en tierra.

 Estados Unidos
- Cuerpo Aéreo del Ejército de los Estados Unidos
- Armada de los Estados Unidos
- Cuerpo de Marines de los Estados Unidos

 Reino Unido
- Real Fuerza Aérea británica
- Arma Aérea de la Flota

## Supervivientes
- S/n FF860 de la RAF: National Museum of Naval Aviation en la Naval Air Station Pensacola, Florida. Está exhibido como un SB2A Buccaneer de la Armada estadounidense.[3]
- S/n desconocido: almacenado en el Pima Air and Space Museum en Tucson, Arizona.[4]

## Especificaciones (SB2A-4)
Referencia datos: American Warplanes of World War II

### Características generales
- Tripulación: Dos (piloto y observador/artillero)
- Longitud: 11,9 m (39,2 ft)
- Envergadura: 14,3 m (47 ft)
- Altura: 4,7 m (15,4 ft)
- Superficie alar: 35,2 m² (379 ft²)
- Peso vacío: 4501 kg (9920,2 lb)
- Peso cargado: 5552 kg (12 236,6 lb)
- Peso máximo al despegue: 6481 kg (14 284,1 lb)
- Planta motriz: 1× motor radial de 14 cilindros refrigerado por aire Wright R-2600-8 Cyclone.
  - Potencia: 1268 kW (1748 HP; 1724 CV)

### Rendimiento
- Velocidad máxima operativa (Vno): 441 km/h (274 MPH; 238 kt) a 3600 m s. n. m.
- Velocidad crucero (Vc): 259 km/h (161 MPH; 140 kt)
- Alcance: 2696 km (1456 nmi; 1675 mi) sin carga de bombas
- Techo de vuelo: 7590 m (24 902 ft)

### Armamento
- Ametralladoras: 

  - 2× Browning M2 de 12,7 mm en el fuselaje
  - 2× M1919 de 7,62 mm en las alas
  - 2 de 7,62 mm móviles traseras
- Bombas: 450 kg

## Aeronaves relacionadas

### Aeronaves similares
- Junkers Ju 87 Stuka
- Curtiss SB2C Helldiver
- Douglas SBD Dauntless
- Vultee A-31 Vengeance
- Aichi D3A
- Fairey Barracuda

### Secuencias de designación
- Secuencia A-_ (Aviones de Ataque del USAAS/USAAC/USAAF, 1924-1947): ← A-31 - A-32 - A-33 - A-34 - A-35 - A-36 - A-37 →
- Secuencia SB_A (Aviones Bombardero/Exploración de la Armada estadounidense, 1934-1946 (Brewster, 1935-1943)): SBA - SB2A